# Villingebæk
Villingebæk er et tidligere fiskerleje i Esbønderup Sogn, indtil kommunalreformen i 1970 lå det i Holbo Herred, Frederiksborg Amt, fra 1970 til 2007 i Græsted-Gilleleje Kommune.

## Historie
Villingebæk omtales første gang ca. 1173 (Widelingbec).
I henhold til jordebogen for Kronborg og Frederiksborg len 1582-83 havde Villingebæk 27 fiskere, som kun ydede fisk i landgilde.
I 1682 bestod Villingebæk af 1 gård og 8 huse med jord. Det samlede dyrkede areal udgjorde 14,5 tønder land skyldsat til 6,60 tdr hartkorn.